# Batalla de Arcadiópolis (1194)
La batalla de Arcadiópolis (en búlgaro: Битkа при Аркадиопол, en griego: Μάχη της Αρκαδιούπολης) se produjo en 1194 cerca de la ciudad moderna de Lule Burgas (antigua Arcadiópolis) en Turquía entre el Imperio búlgaro y el Imperio bizantino. El resultado fue una victoria búlgara.

## Orígenes del conflicto
Después de la gran victoria búlgara en la batalla de Tryavna en 1190 sus tropas lanzaron ataques frecuentes en Tracia y Macedonia para liberar todas las tierras búlgaras. Los bizantinos no podían enfrentarse a la rápida caballería búlgara que atacaba desde diferentes direcciones en una vasta área. Hacia 1194 Iván Asen I había tomado la importante ciudad de Sofía y sus alrededores, así como el alto valle del río Struma desde donde sus ejércitos avanzaron intensamente en Macedonia.

## La batalla
Para distraer su atención los bizantinos decidieron atacar en dirección al este. Se reunieron el ejército oriental bajo su comandante Alejo Gidos y el ejército occidental bajo el Doméstico de las escolas Basilio Vatatzés para detener el peligroso aumento del poder búlgaro. Cerca de Arcadiopolis en el este de Tracia se encontraron con el ejército búlgaro. Después de una feroz batalla los ejércitos bizantinos fueron aniquilados. La mayor parte de las tropas de Gidos murieron y tuvieron que huir para salvar su vida, mientras que el ejército occidental se había sacrificado totalmente y Basilio Vatatzés fue asesinado en el campo de batalla.

## Consecuencias
Después de la derrota Isaac II Ángelo tuvo que pedir la ayuda del húngaro rey Bela III. Bizancio atacaría desde el sur y Hungría invadiría las tierras búlgaras del noreste y tomar Belgrado, Braničevo y finalmente Vidin, pero el plan fracasó. En marzo de 1195 Isaac II logró organizar una campaña contra Bulgaria, pero fue depuesto por su hermano Alejo III Ángelo y la campaña fallo también. Al año siguiente los bizantinos fueron derrotados en la batalla de Serres.